# Tomáš Hrdlička
Tomáš Hrdlička (Praga, República Checa, 17 de febrero de 1982), futbolista checo. Juega de defensa y su actual equipo es el Slovan Bratislava de la Corgon Liga de Eslovaquia.

## Selección nacional
Ha sido internacional con la selección de fútbol de la República Checa Sub-21.

### Participaciones Internacionales
| Torneo                  | Sede  | Resultado |
| ----------------------- | ----- | --------- |
| Eurocopa Sub-21 de 2002 | Suiza | Campeón   |

## Clubes
| Club              | País            | Año       |
| ----------------- | --------------- | --------- |
| Slavia Praga      | República Checa | 2001-2007 |
| FK Mladá Boleslav | República Checa | 2007-2009 |
| Bohemians 1905    | República Checa | 2009      |
| FK Mladá Boleslav | República Checa | 2009-2011 |
| Slovan Bratislava | Eslovaquia      | 2011-     |